# Кляич, Ненад
Ненад Кляич (хорв. Nenad Kljaić; род. 21 декабря 1966, Загреб) — хорватский гандболист, чемпион Олимпийских игр 1996 года, чемпион Средиземноморских игр 1993 года. За свою карьеру выступал в немецком клубе Кирхцелль и в хорватских клубах Загреб и Меткович.
После ухода из спорта начал тренерскую деятельность, тренировал хорватский Загреб, в 2011 году был уволен с поста главного тренера.
Предком Нанада Кляича является знаменитый хорватский фехтовальщик Милан Нералич